# Orchard Hill (Géorgie)
Pour les articles homonymes, voir Orchard Hill.
Orchard Hill est une ville américaine située dans le comté de Spalding, en Géorgie. Selon le recensement de 2020, sa population est de 219 habitants.